# 鴨洲

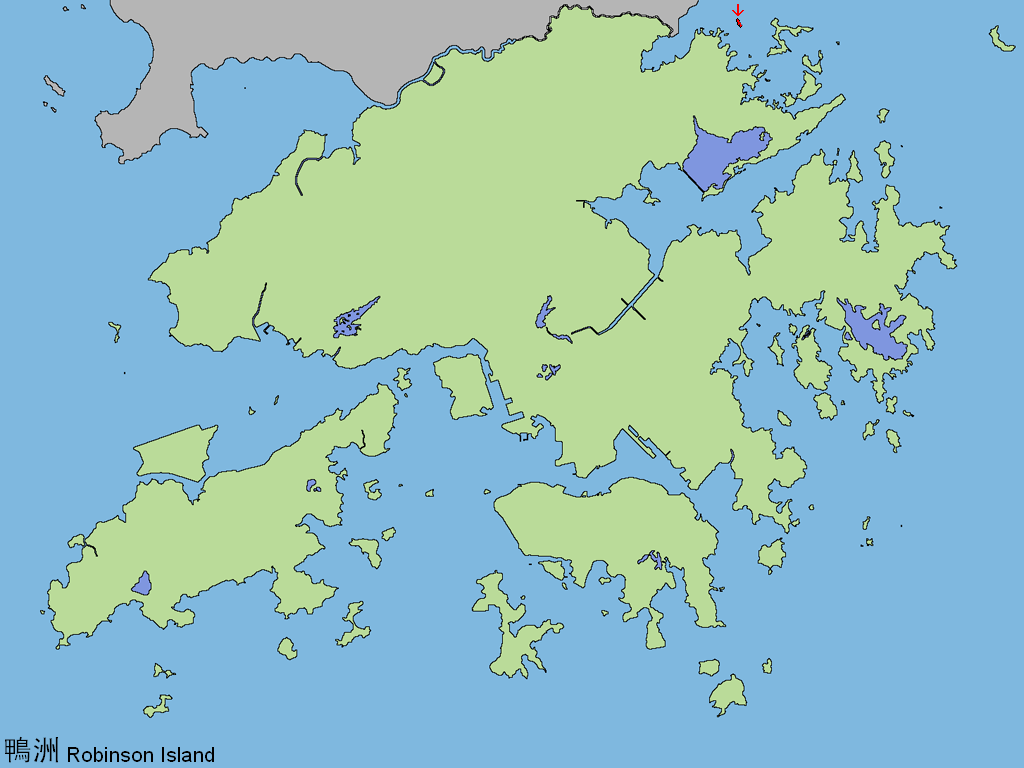
香港における鴨洲の位置

鴨洲（アップツァウ、英語：Ap Chau、Robinson Island）は香港新界北区にある島である。
沙頭角の東と吉澳の西に位置する。鴨洲という名称は、島が鴨のような細長い形をしていることから。島の面積は0.016平方キロで、幅わずか100メートルである。現在では20人足らずの住民しか住んでいない。
隣の無人島は、細鴨洲（小さい鴨の意味）、鴨籮春（鴨の卵の意味）と鴨洲白墩排を含め、鴨洲の付属島である。

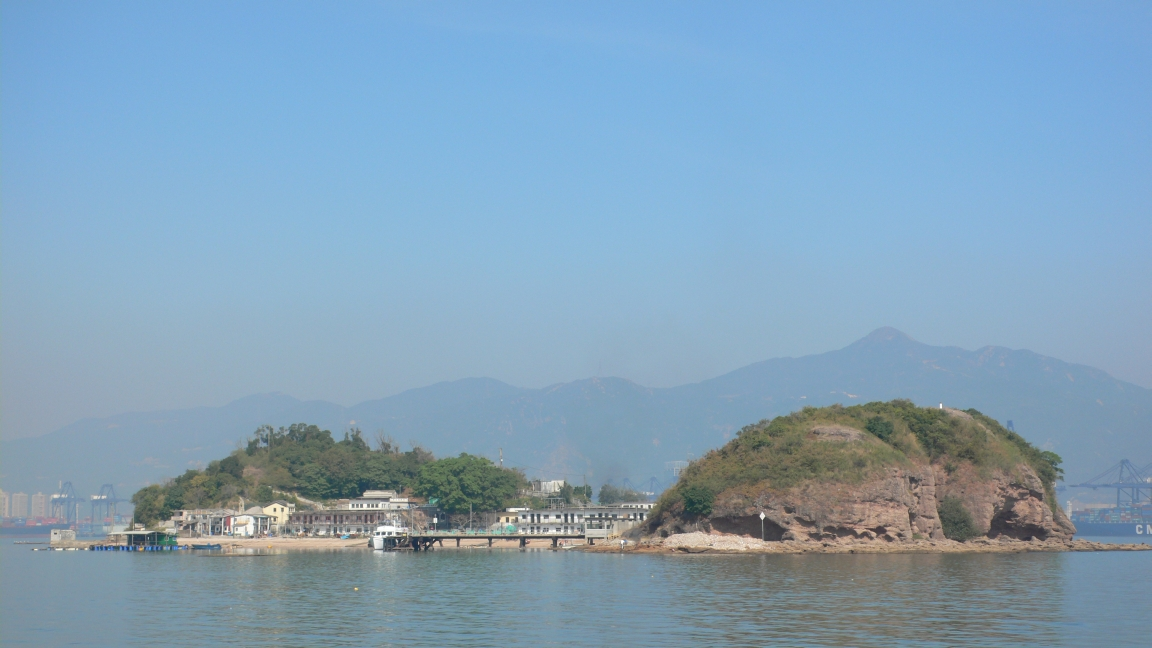
鴨洲
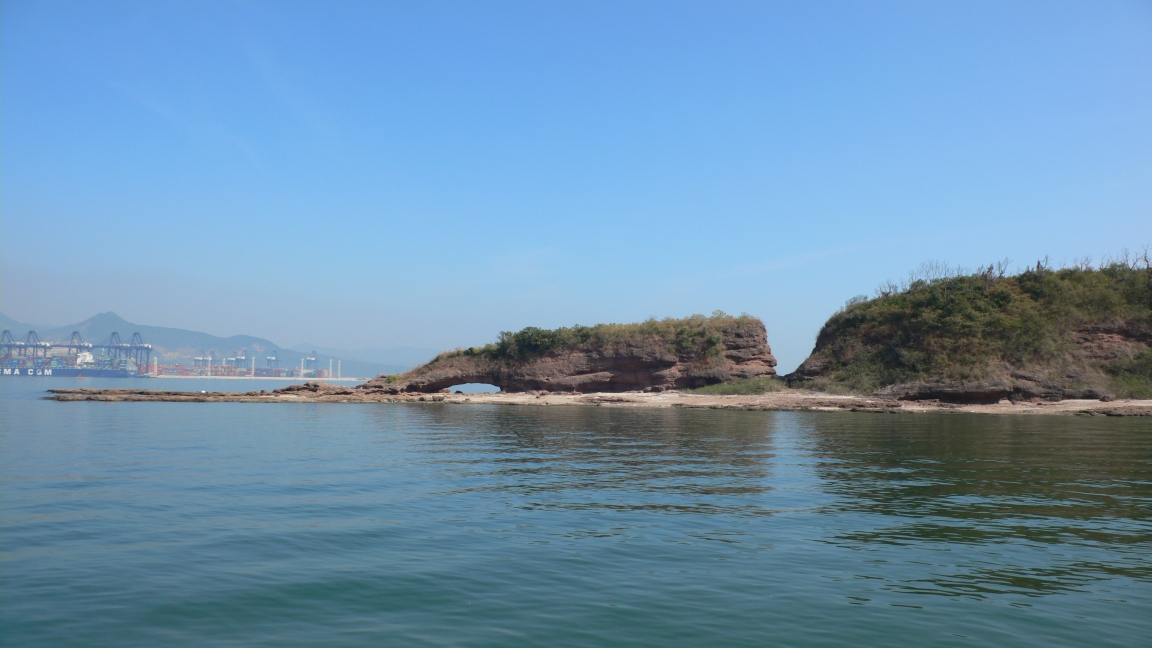
鴨洲の「頭」、「鼻」の部分となる穴が開いているのが見える

## 参考リンク
座標: 北緯22度33分4.5秒 東経114度16分10秒 / 北緯22.551250度 東経114.26944度